# Jarowoje (Kaliningrad)
Jarowoje (russisch Яровое, deutsch Gertschen, 1938 bis 1945 Gertenau, litauisch Gerčiai) ist ein Ort in der russischen Oblast Kaliningrad. Er gehört zur kommunalen Selbstverwaltungseinheit Stadtkreis Gussew im Rajon Gussew.

## Geographische Lage
Jarowoje liegt sechs Kilometer südöstlich der Stadt Gussew (Gumbinnen) und ist über eine Stichstraße erreichbar, die von der Regionalstraße 27A-011 Gussew–Gołdap (Goldap) in südwestlicher Richtung abzweigt. Gussew ist die nächste Bahnstation an der Bahnstrecke Kaliningrad–Tschernyschewskoje der einstigen Preußischen Ostbahn zur Weiterfahrt nach Moskau.

## Geschichte
Das kleine einst Gertschen genannte Dorf war ab 1874 in den Amtsbezirk Wilkoschen (russisch: Gruschewka, nicht mehr existent) eingegliedert. Dieser bestand – ab 1939 in „Amtsbezirk Wolfseck“ umbenannt – bis 1945 und gehörte zum Kreis Gumbinnen im Regierungsbezirk Gumbinnen der preußischen Provinz Ostpreußen. 1938 wurde Gertschen in Gertenau umbenannt.
Im Jahre 1945 kam das Dorf in Kriegsfolge mit dem gesamten nördlichen Ostpreußen zur Sowjetunion. 1947 erhielt der Ort die russische Bezeichnung „Jarowoje“ und wurde gleichzeitig dem Dorfsowjet Lipowski selski Sowet im Rajon Gussew zugeordnet. Von 2008 bis 2013 gehörte Jarowoje zur städtischen Gemeinde Gussewskoje gorodskoje posselenije und seither zum Stadtkreis Gussew.

### Einwohnerentwicklung
| Jahr | Einwohner |
| ---- | --------- |
| 1910 | 152       |
| 1933 | 113       |
| 1939 | 97        |
| 2002 | 13        |
| 2010 | 15        |

## Kirche
Mit seiner fast ausnahmslos evangelischen Bevölkerung war Gertschen resp. Gertenau vor 1945 in das Kirchspiel der Altstädtischen Kirche in Gumbinnen (Gussew) eingepfarrt. Sie war Teil des Kirchenkreises Gumbinnen in der Kirchenprovinz Ostpreußen der Kirche der Altpreußischen Union. Heute liegt Jarowoje im Einzugsgebiet der neu entstandenen evangelisch-lutherischen Gemeinde der Salzburger Kirche in Gussew, die der Propstei Kaliningrad (Königsberg) der Evangelisch-lutherischen Kirche Europäisches Russland zugeordnet ist.